# 婦気大堤
婦気大堤（ふけおおつつみ、ふけおおづつみ）は、秋田県横手市の大字。郵便番号は013-0063。人口は1,927人、世帯数は877世帯（2020年10月1日現在）。全域で住居表示は未実施。旧平鹿郡栄村大字婦気大堤、旧平鹿郡婦気大堤村に相当する。

## 地理
横手地域の南西部に位置しており、東方は安田、西方では赤坂、南西では平鹿地域と隣接する。北部を国道107号が東西に横断する。
全域が都市計画区域に含まれるが、区域区分非設定区域となっている。都市計画法上の用途地域では、国道107号および湯沢横手道路（国道13号）沿い、ならびに国道13号以東の商業地帯は準工業地域に、都市計画道路横手環状線（国道107号との重複区間は除く）および同横手駅西線の沿線、これらに挟まれた住宅地は第二種中高層住居専用地域に、さらにイオンスーパーセンター横手南店周辺の商業地帯は近隣商業地域に、その南部の住宅地は第一種住居地域に指定されており、未指定の地区もある。

### 地名の由来
田久保沼などの沼地を擁しており、深田や低湿地を意味する「フケ」および東北地方では池を「堤」と呼ぶことから「婦気（村）」および「大堤（村）」の地名が起こり、その後両村が合併し、現在の地名になったとされる。

### 小字
2024年（令和6年）10月5日時点での「横手市（秋田地方法務局大曲支局）登記所備付地図データ」、デジタル庁公表の「アドレス・ベース・レジストリ」の「秋田県 横手市 町字マスター（フルセット） データセット」、横手市公表のオープンデータによれば、柳田の小字は以下の通りである。
| 町・字   | 町・字     | 出典 | 出典         | 出典       |
| 大字     | 小字       | 登記 | 町字マスター | 行政区一覧 |
| -------- | ---------- | ---- | ------------ | ---------- |
| 婦気大堤 | 字岩瀬     | ○    | ○            | ×          |
| 婦気大堤 | 字下久保   | ○    | ○            | ○          |
| 婦気大堤 | 字下谷地添 | ×    | ○            | ×          |
| 婦気大堤 | 字街道下   | ○    | ○            | ○          |
| 婦気大堤 | 字高ノ森   | ○    | ○            | ○          |
| 婦気大堤 | 字西野     | ○    | ○            | ○          |
| 婦気大堤 | 字谷地添   | ○    | ○            | ○          |
| 婦気大堤 | 字中田     | ○    | ○            | ○          |
| 婦気大堤 | 字堤下     | ○    | ○            | ○          |
| 婦気大堤 | 字田久保   | ○    | ○            | ○          |
| 婦気大堤 | 字田久保下 | ○    | ○            | ○          |
| 婦気大堤 | 字南巻     | ○    | ○            | ○          |
| 婦気大堤 | 字婦気     | ○    | ○            | ○          |
| 婦気大堤 | 字婦気前   | ○    | ○            | ○          |
| 婦気大堤 | 字平林     | ○    | ○            | ○          |

## 歴史

### 近世
元禄3年（1690年）の注進開相渡覚（吉沢文書）にて「横手分婦気、大堤、安田三ヶ村」と村名が見えるのが婦気大堤の初見史料である。享保15年（1730年）の『六郡郡邑記』では婦気大堤村と村名が見え、家数24軒、支郷に宝永元年に始まる野中村（家数3軒）があると記されている。
江戸時代の旅行家・菅江真澄による「菅江真澄遊覧記」中の『雪の出羽路 平鹿郡』によれば、婦気大堤村は婦気村・大堤村の両村を合わせた村名であり、田久保沼・大沼・小沼の3沼があること、八ツ口の兵助と呼ばれる横手前郷村の八ツ口三枚橋に住んでいた農民が、佐竹義宣に黒毛の馬を献上するとともに、新田開発にあたったことなどが記録されている。

### 近現代
1967年（昭和42年）に国道13号（一部国道107号も重複）の横手バイパスが開通したことや、1971年（昭和46年）に横手南中学校が開校したことにより、婦気大堤地内には住宅が立ち並ぶようになり、家数30軒余りの小集落が数倍にも膨れ上がった。
1991年（平成3年）7月に秋田自動車道の横手IC - 秋田南IC間が開通すると、大型商業施設の集積が始まり、1993年（平成5年）6月にはジャスコ（現・イオン）が、ジャスコ横手南店（現・イオンスーパーセンター横手南店）を出店構想を表明。1998年（平成10年）10月28日に開業した。

### 沿革
- 1873年（明治6年）2月 - 秋田県第6大区小2区に属する[19]。
- 1889年（明治22年）4月1日 - 町村制施行に伴い、新藤柳田村・大屋寺内村・大屋新町村・外目村・婦気大堤村・安田村が合併し、栄村となる[20]。婦気大堤村は栄村大字婦気大堤となる[21]。
- 1951年（昭和26年）4月1日 - 栄村が旭村とともにが横手町に編入、同時に市制を施行[22]。横手市婦気大堤となる[21]。
- 1998年（平成10年）10月28日 - ジャスコ横手南店（現・イオンスーパーセンター横手南店）が開業[18]。
- 2009年（平成21年）2月23日 - 住居表示により、婦気大堤字下久保の一部が条里一丁目となる[23]。

### 町名の変遷
以下はすべて住居表示実施に伴う変更。
| 実施後     | 実施前                   | 実施年月日                |
| ---------- | ------------------------ | ------------------------- |
| 条里一丁目 | 婦気大堤字下久保（一部） | 2009年（平成21年）2月23日 |

## 世帯数と人口
2020年（令和2年）10月1日現在の世帯数と人口は以下の通りである。
| 大字     | 世帯数  | 人口    |
| -------- | ------- | ------- |
| 婦気大堤 | 877世帯 | 1,927人 |

### 人口・世帯数の推移
以下は国勢調査による1995年（平成7年）以降の人口の推移。
| 年                 | 人口  |
| ------------------ | ----- |
| 1995年（平成7年）  | 1,732 |
| 2000年（平成12年） | 1,818 |
| 2005年（平成17年） | 1,829 |
| 2010年（平成22年） | 1,866 |
| 2015年（平成27年） | 1,977 |
| 2020年（令和2年）  | 1,972 |

以下は国勢調査による1995年（平成7年）以降の世帯数の推移。
| 年                 | 世帯数 |
| ------------------ | ------ |
| 1995年（平成7年）  | 540    |
| 2000年（平成12年） | 653    |
| 2005年（平成17年） | 693    |
| 2010年（平成22年） | 752    |
| 2015年（平成27年） | 845    |
| 2020年（令和2年）  | 877    |

## 小・中学校の学区
市立小・中学校に通う場合、学区（校区）は以下の通りとなる。
| 小字                                     | 小学校               | 中学校               |
| ---------------------------------------- | -------------------- | -------------------- |
| 婦気・婦気前・谷地添・下久保・南巻・西野 | 横手市立横手南小学校 | 横手市立横手南中学校 |
| その他                                   | 横手市立栄小学校     | 横手市立横手南中学校 |

## 交通

### 鉄道
奥羽本線が通っているが、駅はない。最寄り駅は■奥羽本線、■北上線の横手駅、もしくは■奥羽本線の柳田駅。

### 道路
- 国道13号（湯沢横手道路）
- 国道107号

## 施設

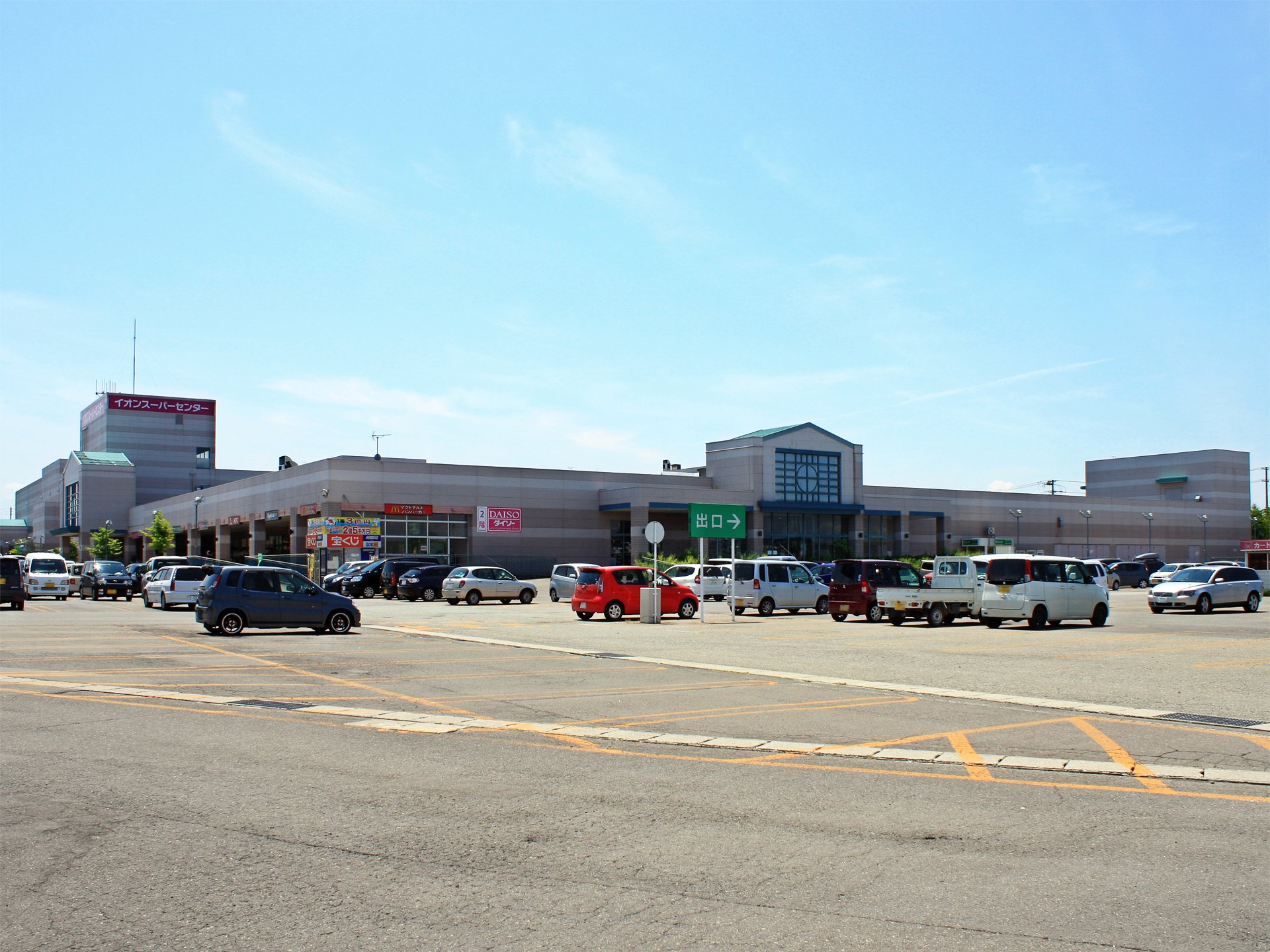
イオンスーパーセンター横手南店

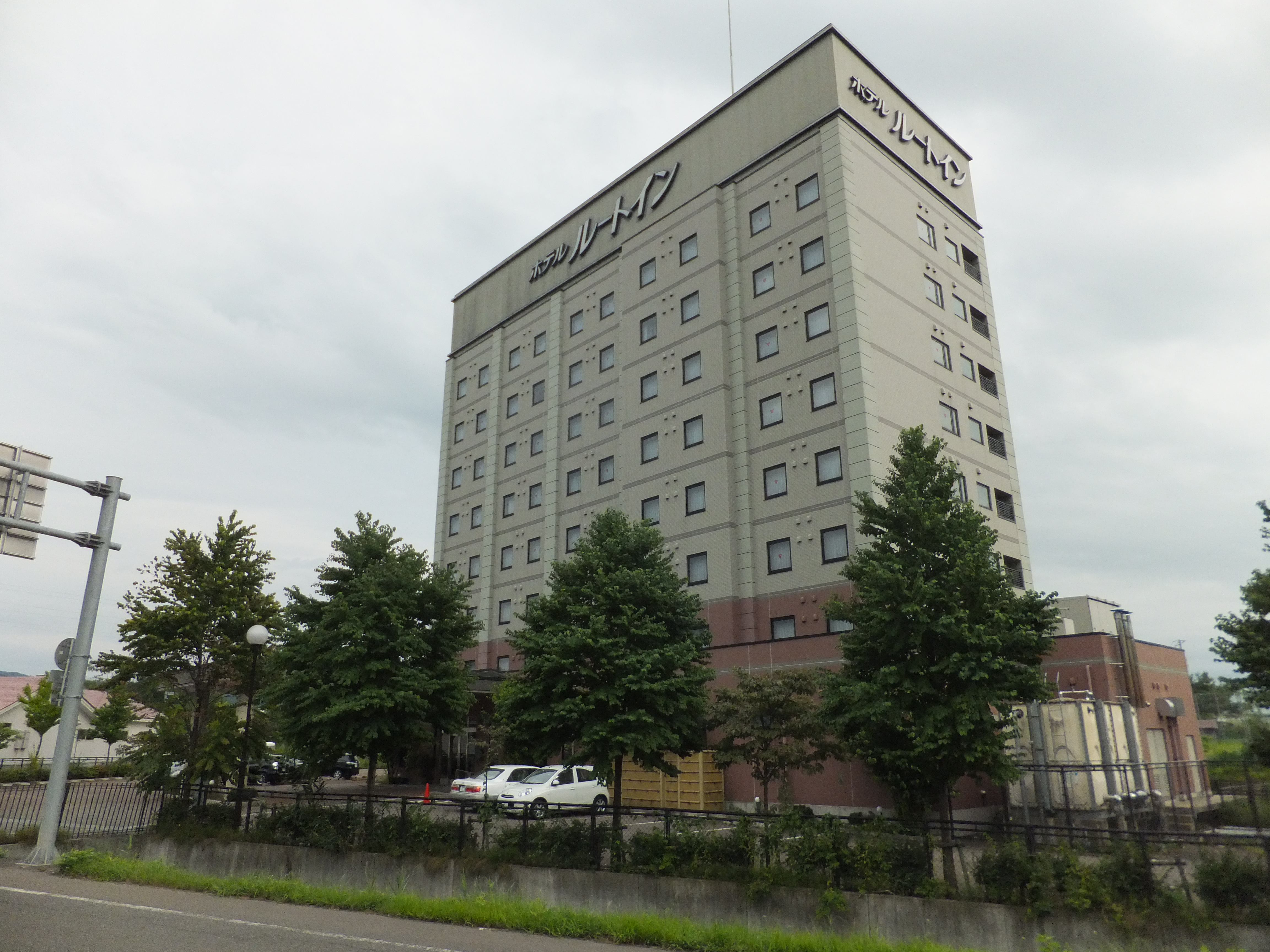
ホテルルートイン 横手インター

### 婦気地区
- アベイル 横手店（字下久保5番地）[30]
- サンドラッグ 横手店（字下久保15番地）[31]
- グランマート 横手店（字下久保45番地）[32]
- 美容室キャンパス 横手西店（字下久保48番地）[33]
- 眼鏡市場 横手南店（字下久保49番地）[34]
- ゲオ 横手店（字西野13番地3）[35]
- ケーズデンキ 横手店（字婦気前261番地1）[36]
- au Style 横手（字婦気前253番地1）[37]

### 大堤地区
- イオンスーパーセンター横手南店（字中田4番地1）[38]
- フレスポ横手Ⅱ（旧・カルチャータウン横手）[39]
  - カルビ屋大福 秋田横手店（字中田73）[40]
  - モスバーガー 秋田横手インター店（字中田75番地）[41]
  - ハードオフ・オフハウス 横手店（字中田86番地）[42]
- オートバックス 横手インター店（字中田55番地1）[43]
- びっくりドンキー 秋田横手店（字堤下211番地1）[44]
- ホテルルートイン 横手インター（字田久保下117番地）[45]
- ホテルウェルネス横手路〈休業中[46]〉（字田久保1番地294）[47]